# Joan Puig i Cordon
Joan Puig i Cordon (Malgrat de Mar, 1959) es un político español de ideología independentista catalana. Ha trabajado como gerente de una Sociedad Anónima Laboral e ingresó en Esquerra Republicana de Catalunya (ERC) en 1992, partido con el que fue elegido concejal de Blanes en las elecciones municipales de 1995, teniente de alcalde y responsable de Hacienda y medios de comunicación en las elecciones de 1999, 2003 y 2007. Fue presidente del Consejo Comarcal de la Selva de 1999 en el 2003 y vicepresidente de la Diputación de Gerona en 2003-2004. Fue elegido diputado por la provincia de Gerona a las elecciones generales españolas de 2004.
Desde 2001 es miembro de la permanente nacional de ERC.
En el año 2005 protagonizó una protesta (que tuvo amplia repercusión mediática) en la finca de Pedro J. Ramírez, Director del diario El Mundo. Según los participantes en la protesta el fin de la misma era denunciar el incumplimiento de la legislación estatal de Costas y concretamente una piscina y terraza que según ellos se encontraba en suelo público y que posteriormente fue constatado por Medio Ambiente. Este suceso y su forma de acceder a la piscina (en bañador y con el carné de diputado en la boca) le convirtió en un personaje conocido y sus actuaciones y manifestaciones han estado varias veces rodeadas de polémica Diecinueve años después la Audiencia Nacional ordenó la demolición de esta instalación construida en terreno público.